# جون ماكفيرسون (سياسي)
جون ماكفيرسون (بالإنجليزية: John McPherson)‏ هو سياسي أسترالي، ولد في 28 يناير 1860 في أبردين في المملكة المتحدة، وتوفي في 13 ديسمبر 1897 في أديلايد في أستراليا. حزبياً، نشط في حزب العمال الأسترالي (فرع جنوب أستراليا) ‏. وقد انتخب Leader of the Australian Labor Party (SA Branch) ‏ (1892 – 1897) وفي 1892 East Adelaide colonial by-election ‏، انتخب عضو مجلس النواب جنوب أستراليا من الجمعية عن دائرة Electoral district of East Adelaide ‏ وقد انضم خلال فترته النيابية (23 يناير 1892 – 13 ديسمبر 1897)  للكتلة البرلمانية حزب العمال الأسترالي (فرع جنوب أستراليا) ‏.